# 让·拉韦卢纳里武
讓·拉韋盧納里武（1959年4月17日—），是一名马达加斯加軍官與政治人物，曾在2015年至2016年起出任马达加斯加总理。
他在貝雷武沙卡杜莫出生，1985年至1997年間在伊瓦圖航空海軍基地擔任飛行員。
2015年1月17日拉韋盧納里武被任命為前马达加斯加總理羅傑·庫盧的繼任人選，反對派成員安德里·拉乔利纳、讓·路易·羅賓遜和阿爾貝·卡米耶·維塔爾指責這次任命，因為拉韋盧納里武的妻子與總統埃里·拉乔纳里马曼皮亚尼纳的夫人是親密朋友。
2016年4月8日，有消息指拉韋盧納里武與內閣共同請辭，他立刻否認，唯只說明他會在「一個更適當時機」時辭職。4月10日，總統拉乔纳里马曼皮亚尼纳委任奧利維爾·索隆南卓沙那為新總理，拉韋盧納里武隨後表示將簽署辭職信。
2021年9月，塔那那利佛反腐败刑事法庭要求六名个人和一家公司出庭。 他是2015年至2016年的总理，也是欺诈性合同的直接受益人，他被判处五年监禁。被告被责令向本案民事当事人CNAPS支付共计60亿阿里亚尔的赔偿金。